# グスタフ・ノスケ
グスタフ・ノスケ（ドイツ語: Gustav Noske, 1868年7月9日 - 1946年11月30日）は、ドイツの政治家。所属政党はドイツ社会民主党(SPD)。SPD党右派を代表する人物で、ヴァイマル共和政最初期に国防相を務め、スパルタクス団などによる左派の暴動を右派義勇軍を使って武力鎮圧した。

## 経歴

### 生い立ち
ブランデンブルク・アン・デア・ハーフェルに生まれる。学校卒業後、職人修業を経て工場労働者となる。修業中から労働運動に身を投じる。1884年にSPD入党。1891年に結婚し三児をもうける。社会主義者鎮圧法が解除されたのちの1892年に地元SPD代表に選出される。1893年から新聞編集員に転じる。1902年からケムニッツのSPD系新聞「人民の声」編集員（-1918年）。

### 国防大臣

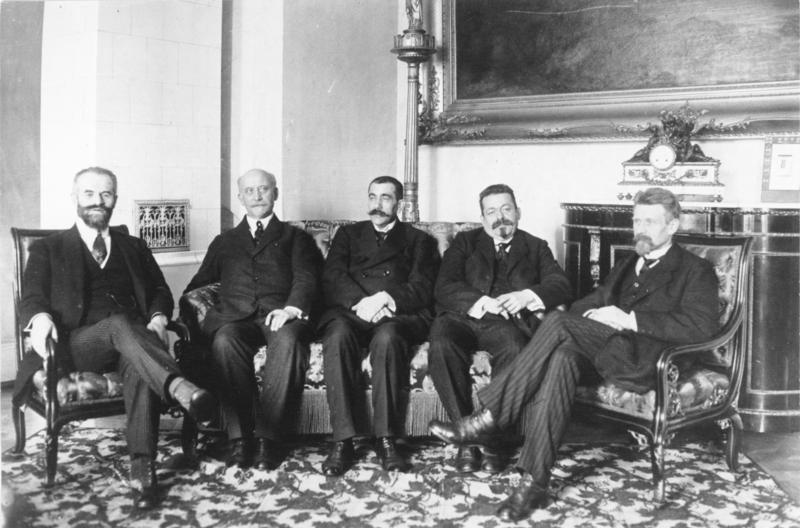
臨時政府閣僚（左からランドスベルク、シャイデマン、ノスケ、エーベルト、ヴィッセル）

1906年、帝国議会議員に初当選。SPD議員団の植民地政策スポークスマンを務める。第一次世界大戦末期の1918年11月にキールで水兵の反乱が起きると、宰相マクシミリアン・フォン・バーデンは事態鎮静のためノスケを現地に派遣するが、現地では逆に労働者・兵士レーテ（評議会）の代表に選ばれ革命側に転じた。SPD主導の臨時政府からヴァイマル共和政の最初期（シャイデマン内閣・バウアー内閣）にかけて、国防相を務めることになる。
翌1919年1月にスパルタクス団（ドイツ共産党）の暴動が発生すると、復員した兵士などで結成された右派義勇軍（フライコール）を利用してこれを武力鎮圧した。3月にもベルリンで発生したスパルタクス団残党の暴動を武力鎮圧し、さらにミュンヘンやブレーメンで樹立された左派のバイエルン・レーテ共和国政府を倒した。このため共産主義者はノスケを「血に飢えた犬」と呼ぶ一方、ノスケは共産主義者暴動を「革命のハイエナ」と蔑称した。
左派暴動を鎮圧する一方、それにより借りが出来、またそもそも反共主義で親近感のあった義勇軍や軍部に対しては抑制が出来なくなり、及び腰だった。フリードリヒ・エーベルト大統領との協議により1920年2月に義勇軍のエアハルト海兵旅団に解散を命じると、その反動で3月に右派軍人によるカップ一揆が発生した。「反革命を優遇」してこの騒動を誘引した責任を問われ、国防相辞任に追い込まれた。

### 失脚後
辞任後はハノーファー県知事に左遷され、またSPD内からも支持を失った。例えば1928年には、SPDポメルン支部はノスケを総選挙でSPD公認候補にしないよう党首に要求する決議を全会一致で採択している。一方、フランツ・フォン・パーペン首相によるプロイセン州政府からのSPD排除クーデター（プロイセン・クーデター）の際、ノスケは更迭されなかった。
ナチ党の権力掌握後の1933年2月、ノスケはプロイセン州首相となったヘルマン・ゲーリングと会談し、ノスケが定年を迎える10月まで知事職を全うさせることを保証された。しかしゲーリングは約束を守らず、5月にノスケは引退に追い込まれた。1944年の7月20日事件発生後に逮捕され、フュルステンベルク強制収容所、ついでラーフェンスブリュック強制収容所に入れられた。7か月後、ベルリンの刑務所に移され、第二次世界大戦の終戦とともに解放された。

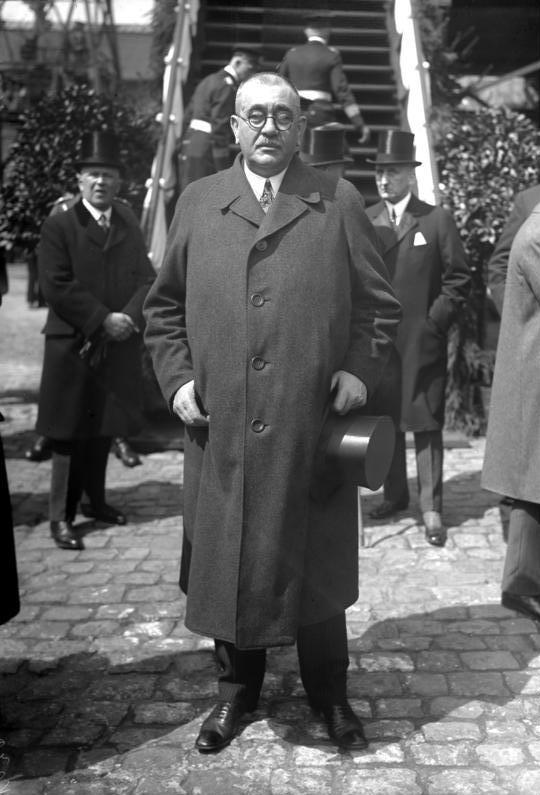
政界引退時のノスケ（1933年）

戦後政界への復帰を模索するが、SPDの新指導者クルト・シューマッハーは、ノスケの共産主義暴動鎮圧の功績は認めながらも、SPDからの政界復帰は明確に認めなかった。死の直前の1946年に回顧録を執筆したが、その一節でドイツにおける労働運動が東方ユダヤ人の影響下にあったと述べている。ノスケ自身は自分は反ユダヤ主義者ではないと主張していた。間もなくハノーファーで死去した。

## 著書
- Kolonialpolitik und Sozialdemokratie. Stuttgart 1914.
- （Adolph Koesterと共著）: Kriegsfahrten durch Belgien und Nordfrankreich 1914, Berlin 1914
- Von Kiel bis Kapp. Zur Geschichte der deutschen Revolution, Berlin 1920
- Erlebtes aus Aufstieg und Niedergang einer Demokratie, Offenbach 1947

## 研究文献
- Eduard Stadtler: Als Antibolschewist 1918-1919. Reihe Erinnerungen. Neuer Zeitverlag GmbH, Düsseldorf, 1935
- Wolfram Wette: Gustav Noske. Eine politische Biographie. Droste, Düsseldorf 1987, ISBN 3-7700-0728-X
- Rainer Butenschön, Eckart Spoo (Hrsg.): Wozu muss einer der Bluthund sein? Der Mehrheitssozialdemokrat Gustav Noske und der deutsche Militarismus des 20. Jahrhunderts. (Distel-Hefte, Band 35). Distel, Heilbronn 1997, ISBN 3-929348-18-7

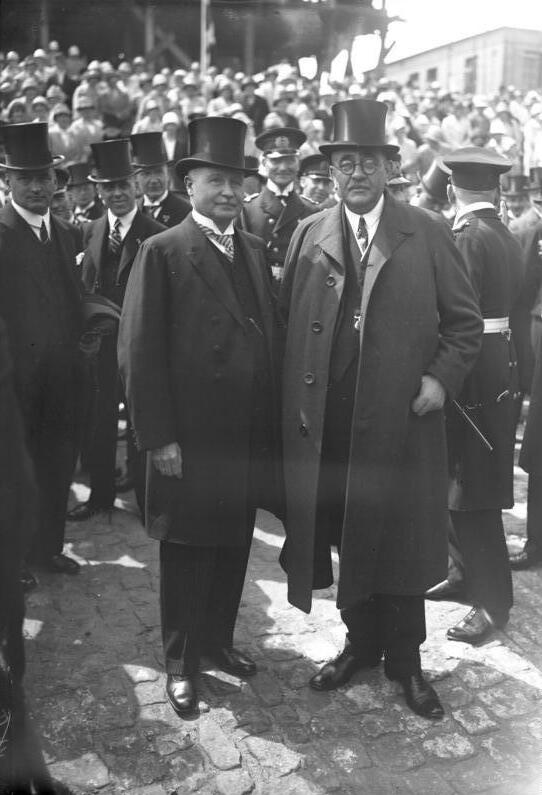
グスタフ・ノスケ（右）とヴィルヘルム・グレーナー（左）

- Bode, Günther: Gustav Noske als Oberpräsident der Provinz Hannover 1920-1933, Bd. 1 (Textband) u. Bd. 2 (Anmerkungen, Quellen- und Literaturverzeichnis). Diss. Karlsruhe 1982.
- Czisnik, Ulrich: Gustav Noske. Ein sozialdemokratischer Staatsmann. Musterschmidt Verlag, Göttingen 1969.